# John Beard (administrateur colonial)
Pour les articles homonymes, voir John Beard et Beard.
 (juillet 2019).
John Beard était administrateur de la Compagnie britannique des Indes orientales. Il fut également agent principal (en) du Bengale du 17 juillet 1684 jusqu'en 1685 puis de 1698 jusqu'en décembre 1699 et président du Bengale du 7 janvier 1701 jusqu'en 1705.